# 哥斯大黎加國家體育場 (2011)
哥斯大黎加國家體育場(西班牙語：Estadio Nacional de Costa Rica)是一座位於哥斯大黎加聖荷西的綜合體育場。它是中美洲第一座現代化體育和活動場館。體育場於2011年完工，同年的3月26日正式啟用，可容納35,175人。本體育場取代了原來的國家體育場。也成為哥斯大黎加國家足球隊的主場。

## 外部連結
- World Stadiums page